# Pierre-Charles Gourlier
Pour les articles homonymes, voir Gourlier.
Pierre-Charles Gourlier, né le 15 mai 1786 à Paris et mort dans la même ville le 16 février 1857, est un architecte français. Il est le père du peintre Paul-Dominique Gourlier et le beau-père de l'écrivain et homme politique Eugène Pelletan.

## Biographie
Pierre-Charles Gourlier étudie l'architecture auprès de Jean-Antoine Alavoine et Jean-Nicolas Huyot. Il devient professeur à l'école centrale des arts et manufactures, architecte des Greniers d'abondance jusqu'en 1831.
Il intègre l'administration de la direction des bâtiments civils à sa création en 1811. Membre du Conseil des bâtiments civils comme rapporteur et secrétaire à partir de 1819, il devient inspecteur du Conseil jusqu'à sa mort. À ce titre, il est chargé d'inspecter de nombreux chantiers de restauration des cathédrales pour le compte de l'administration des cultes (construction du chœur de la cathédrale de Nantes, reconstruction du comble de la nef de celle de Chartres, etc.).
Il est l'inventeur d'un système de construction de tuyaux de cheminées en briques cintrées qui a joué un rôle central dans l’histoire des techniques de construction, à l'origine des boisseaux de cheminée encore employés aujourd’hui.

## Distinction
Il est admis comme membre correspondant de la société académique d'architecture de Lyon le 1er juillet 1843. Il est également chevalier de la Légion d'honneur. Membre fondateur de la Société Centrale des Architectes (secrétaire principal de 1841 à 1852).

## Publications
- Choix d'édifices publics projetés et construits en France depuis le commencement du XIXe siècle par MM. Gourlier, Biet, Grillon et feu Tardieu, Louis Colas libraire-éditeur, Paris, 1825-1836, Volume 1 (lire en ligne)
- Choix d'édifices publics projetés et construits en France depuis le commencement du XIXe siècle par MM. Gourlier, Biet, Grillon et feu Tardieu, Louis Colas libraire-éditeur, Paris, 1837-1844, Volume 2 (lire en ligne)
- Choix d'édifices publics projetés et construits en France depuis le commencement du XIXe siècle par MM. Gourlier, Biet, Grillon et feu Tardieu, Louis Colas libraire-éditeur, Paris, 1845-1850, Volume 3 (lire en ligne)
- Salon de 1853. Études de maisons ouvrières et de bains et lavoirs publics, imprimé par E. Thunot et Cie, Paris, 1852 (lire en ligne)